# Istanbul Challenger 2004
L'Istanbul Challenger 2004 è stato un torneo di tennis facente parte della categoria ATP Challenger Series nell'ambito dell'ATP Challenger Series 2004. Il torneo si è giocato a Istanbul in Turchia dal 6 al 12 settembre 2004 su campi in cemento.

## Vincitori

### Singolare
Peter Wessels ha battuto in finale  Daniele Bracciali con il punteggio di 6–3, 6–2.

### Doppio
George Bastl /  Björn Phau hanno battuto in finale  Daniele Bracciali /  Fred Hemmes con il punteggio di 6–1, 6–2.